# 장수풍뎅이아과
장수풍뎅이아과(Dynastinae)는 풍뎅이과 하위의 분류군 중 하나이다. 유충은 낙엽이 쌓인 부엽토 속이나 썩은 나무 밑에서 사는데, 천적이나 질병에 의해 수가 조절된다. 번데기 과정을 거쳐 성충이 되면 땅에서 나와서 활동한다. 성충은 야행성으로 참나무의 수액이나 과일의 즙을 먹으면서 약 1달~1년간 살다가 알을 낳고 죽는데, 수명과 유충 시기는 종류에 따라 다르다. 사육이 대부분 쉬운 편이어서 학습용 애완곤충으로 많이 사육되고 있다. 열대 지방에 사는 장수풍뎅이들은 종류가 매우 다양하며 그 생김새가 아름다워 기념품이나 수집품으로 팔리기도 한다.

## 장수풍뎅이종류

### 대한민국의 장수풍뎅이
| 이름           | 학명                                     | 분포                                    | 크기                       | 수명                         |
| -------------- | ---------------------------------------- | --------------------------------------- | -------------------------- | ---------------------------- |
| 장수풍뎅이     | Trypoxylus dichotomus (Linnaeus, 1773)   | 한국, 일본, 중국, 대만, 인도차이나 반도 | 수컷 27~75mm, 암컷 35~50mm | 1~3개월                      |
| 외뿔장수풍뎅이 | Eophileurus chinensis (Faldermann, 1835) | 한국, 일본, 중국                        | 수컷 19~24mm, 암컷 19~24mm | 1~3개월                      |
| 둥글장수풍뎅이 | Pentodon quadridens (Gebler, 1845)       | 한국, 중국                              | 수컷/암컷 20mm 내외        | 생태는 아직 알려져 있지 않음 |

### 세계의 장수풍뎅이
동남 아시아나 남미 등의 열대 지방에는 매우 다양한 장수풍뎅이가 살고 있다. 이들은 크기나 뿔의 모양, 딱지날개의 색도 다양하며, 수명과 습성도 제각각 다르다. 본 표에 나와 있는 한국 이름은 가칭(假稱)이며 "세계 장수풍뎅이 해설"(2011)을 따른다.
| 이름                                    | 학명                                        | 분포                                                     | 크기                        | 수명       |
| --------------------------------------- | ------------------------------------------- | -------------------------------------------------------- | --------------------------- | ---------- |
| 속: Dynastes (왕장수풍뎅이속)           |                                             |                                                          |                             |            |
| 헤라클레스왕장수풍뎅이                  | Dynastes hercules (Linnaeus, 1758)          | 과들루프, 도미니카연방, 라틴아메리카의 남미지역          | 수컷 46~178mm, 암컷 47~80mm | 3개월~1년  |
| 넵투누스왕장수풍뎅이                    | Dynastes neptunus (Quensel, 1817)           | 콜롬비아, 에콰도르, 페루 북서부, 베네수엘라              | 수컷 55~155mm, 암컷 52~74mm | 3개월~1년  |
| 사탄왕장수풍뎅이                        | Dynastes satanas (Moser, 1909)              | 볼리비아 동쪽 지방                                       | 수컷 <92mm?, 암컷 <50mm?    | 3개월~1년? |
| 그랜트왕장수풍뎅이                      | Dynastes grantii (G. H. Horn, 1870)         | 미국 애리조나/유타/뉴멕시코 주                           | 수컷 40~81mm, 암컷 35~52mm  | 2~6개월    |
| 티티오스왕장수풍뎅이                    | Dynastes tityus (Linnaeus, 1767)            | 미국 등지                                                | 수컷 34~60mm, 암컷 37~48mm  | 3~4개월    |
| 힐루스장수풍뎅이                        | Dynastes hyllus (Chevrolat, 1843)           | 멕시코, 벨리즈, 엘살바도르, 온두라스, 과테말라, 니카라과 | 수컷 35~70mm, 암컷 30~45mm  |            |
| 속: Megasoma (코끼리장수풍뎅이속)       |                                             |                                                          |                             |            |
| 코끼리장수풍뎅이                        | Megasoma elephas (Fabricius, 1775)          | 라틴아메리카 북쪽 지역(멕시코~파나마 지협)               | 수컷 50~130mm, 암컷 60~75mm | 3~6개월    |
| 악타이온코끼리장수풍뎅이                | Megasoma actaeon (Linnaeus, 1758)           | 라틴아메리카 북쪽/중남미 지역                            | 수컷 50~135mm, 암컷 50~82mm | 3~4개월    |
| 기에스코끼리장수풍뎅이                  | Megasoma gyas (Herbst, 1785)                | 브라질                                                   |                             |            |
| 속: Chalcosoma (청동장수풍뎅이속)       |                                             |                                                          |                             |            |
| 코카서스장수풍뎅이 케이론청동장수풍뎅이 | Chalcosoma chiron (Olivier, 1789)           | 동남아시아 지역                                          | 수컷 45~135mm, 암컷 50~74mm | 2~8개월    |
| 아틀라스청동장수풍뎅이                  | Chalcosoma atlas (Linnaeus, 1758)           | 인도 북동부~인도차이나 반도, 동남아 지역                 | 수컷 45~110mm, 암컷 45~63mm | 2~6개월    |
| 모엘렌캄프청동장수풍뎅이                | Chalcosoma moellenkampi (Kolbe, 1900)       | 보르네오 섬, 말레이시아 라우트 섬                        | 수컷 45~110mm, 암컷 45~63mm | 2~6개월    |
| 속: Eupatorus (오각장수풍뎅이속)        |                                             |                                                          |                             |            |
| 큰오각장수풍뎅이                        | Eupatorus gracilicornis (Arrow, 1908)       | 태국, 라오스, 인도 북부, 중국 남부, 미얀마, 베트남 북부  | 수컷 45~80mm, 암컷 40~55mm  | 2~3개월    |
| 속: Xylotrupes (애왕장수풍뎅이속)       |                                             |                                                          |                             |            |
| 기드온애왕장수풍뎅이                    | Xylotrupes gideon (Linnaeus, 1767)          | 인도네시아 자바, 수마트라 섬                             | 수컷 30~80mm, 암컷 30~50mm  | 3~4개월    |
| 율리시스애왕장수풍뎅이                  | Xylotrupes ulysses (Guérin-Méneville, 1830) | 오스트레일리아                                           |                             | 3~4개월    |
| 속: Oryctes (남방장수풍뎅이속)          |                                             |                                                          |                             |            |
| 유럽남방장수풍뎅이                      | Oryctes nasicornis (Linnaeus, 1758)         | 구북구                                                   | 수컷/암컷 60mm              |            |
| 남방장수풍뎅이                          | Oryctes rhinoceros (Linnaeus, 1758)         | 열대 아시아                                              | 수컷/암컷 30~45mm           |            |
| 속: Augosoma (아프리카장수풍뎅이속)     |                                             |                                                          |                             |            |
| 켄타우로스아프리카장수풍뎅이            | Augosoma centaurus (Fabricius, 1775)        | 아프리카 서부 적도                                       | 수컷 40~93mm, 암컷 40~58mm  | 2~3개월    |
| 가봉아프리카장수풍뎅이                  | Augosoma hippocrates (Milani, 1995)         |                                                          |                             |            |
| 속: Golofa (톱뿔장수풍뎅이속)           |                                             |                                                          |                             |            |
| 포터톱뿔장수풍뎅이                      | Golofa porteri (Hope, 1837)                 | 베네수엘라, 콜롬비아, 페루                               | 수컷 40~85mm, 암컷 20~45mm  |            |
| 피사로톱뿔장수풍뎅이                    | Golofa pizarro (Hope, 1837)                 | 멕시코                                                   | 수컷 35~55mm, 암컷 20~35mm  |            |